# Сугисита, Юдзиро
Юдзиро Сугисита (яп. 杉下裕次郎) — японский дипломат, посол Японии в Финляндии (1938—1940).

## Биография
С 15 октября по 28 декабря 1934 года был посланником Японии в Германии.
С 1935 по 1937 год был генеральным консулом Японии во Владивостоке.
С 1938 по 1940 год был чрезвычайным и полномочным послом Японии в Финляндии. 11 августа 1938 года он сообщил на имя Министра иностранных дел Японии Угаки Кадзусигэ, что в Финляндию прибыла группа беженцев-евреев из Австрии в составе 30 человек. Согласно официальному сообщению от имени посланника Японии в Финляндии от 23 августа, правительство Финляндии наложило запрет на пребывание в стране еврейских беженцев, а что касалось тех 111 евреев, которые прибыли в Финляндию ещё ранее их, правительство предупредило еврейскую общину, добившись согласия, о необходимости их депортации из страны в течение трех месяцев (на тот период времени это соответствовало правовым нормам пребывания иностранцев в Финляндии). Сугисита также сообщал, что большинство беженцев уже оформили документы на выезд в США.